# Yves Michel
Yves Michel (18 de julho de 1920 - 15 de novembro de 1983) foi um político francês.
Michel foi o prefeito de Plouescat de 1971 a 1976. Após a morte de Antoine Caill, Michel completou o mandato de Caill na Assembleia Nacional, servindo como deputado de 1976 a 1978. Michel não concorreu à reeleição e a cadeira foi ocupada na legislatura seguinte por Charles Miossec.